# Barry Chevannes
Alston Barrington „Barry“ Chevannes (* um 1940 in Kingston; † 5. November 2010 ebenda) war ein jamaikanischer Soziologe und Sozialanthropologe.

## Leben
Chevannes besuchte zunächst das St George’s College, ging dann ans Boston College in den USA, wo er den  Bachelor (B.A.) und Master of Arts (M.A.) in Philosophie erwarb. Er studierte dann Soziologie an der University of the West Indies (UWI), widmete sich insbesondere dem Studium der afrokaribischen Kultur und Religion und frühen wissenschaftlichen Untersuchungen der sozialen Auswirkungen von Ganja in Jamaika und erwarb den Master-Abschluss. Er promovierte (Ph. D.) an der Columbia University über die Rastafari-Bewegung in Jamaika.
Er lehrte an der UWI als Lecturer und Senior Lecturer, schließlich als Professor für Social Anthropology. Er ist zeitweise Leiter der Abteilung für Sociology, Social Work and Psychology der UWI gewesen und war von 1994 bis 2004 Dekan der sozialwissenschaftlichen Fakultät. Neben karibischer Kultur und Religion forschte er unter anderem zu familiären Beziehungen, den Auswirkungen von Verbrechen und Gewalt sowie zu soziopolitischen Bewegungen.
Neben der akademischen Tätigkeit war Chevannes gesellschaftlich engagiert, so etwa als Gründungsmitglied von Partners for Peace und von Fathers Incorporated, einer Organisation zur Unterstützung von Vätern und jungen Männern. Chevannes war in den Jahren 2000 und 2001 Vorsitzender der National Commission on Ganja, die den National Report on Ganja Use herausbrachte. Er beteiligte sich auch an der Peace Management Initiative des Ministeriums für Nationale Sicherheit. Er war Chairman des Institute of Jamaica, das die Musgrave-Medaille verleiht.
Chevannes war verheiratet und Vater von zwei Kindern. Er starb am 5. November 2010 im Universitätshospital der UWI.

## Ehrungen
- Order of Jamaica (2010, posthum)
- Order of Distinction, Commander Class
- Centenary Medal des Institute of Jamaica (1979)
- Norman Manley Award (1997)
- UWI Guild of Graduates Pelican Award (1998)
- Vice-Chancellor’s Award der UWI
- Ehrenmitgliedschaft des Royal Anthropological Institute

## Veröffentlichungen (Auswahl)
- mit Janet Brown, Patricia Anderson; Report on the contribution of Caribbean men to the family, Kingston 1993.
- Rastafari: Roots and ideology, New York 1994.
- Rastafari and other African-Caribbean worldviews, London 1995.
- What we sow and what we reap: Problems in the cultivation of male identity in Jamaica, Kingston 1999.
- mit Webster Edwards, Anthony Freckleton, Norma Linton, DiMario McDowell, Aileen Standard-Goldson, Barbara Smith; Report of the National Commission on Ganja, Kingston 2001.
- Learning to be a man: Culture, socialization and gender identity in five Caribbean communities, Kingston 2001.